# Osteocephalus sangay
Osteocephalus sangay — вид жаб родини райкових (Hylidae). Описаний у 2020 році.

## Назва
Назва виду походить від типового місцезнаходження — Національного парку Санґай.

## Поширення
Ендемік Еквадору. Відомий у чотирьох локалітетах в провінції Морона-Сантьяго на сході країни. Живе у тропічних вологих гірських лісах.

## Опис
Самці завдовжки 4 см, самиці більші — до 5 см. Верхня частина тіла світло-коричнева з неправильними темнокоричневими плямами. Нижня частина кремова або бежева з темнокоричневими цятками.